# Vlădeni (Ialomița)
Pour l’article homonyme, voir Vlădeni.
Vlădeni est une commune du județ de Ialomița en Roumanie.